# Betz (Francja)
Betz – miasto i gmina we Francji, w regionie Hauts-de-France, w departamencie Oise.
Według danych na rok 1990 gminę zamieszkiwało 871 osób, a gęstość zaludnienia wynosiła 57 osób/km² (wśród 2293 gmin Pikardii Betz plasuje się na 330. miejscu pod względem liczby ludności, natomiast pod względem powierzchni na miejscu 189.).